# Эбрард, Иоганн Генрих Август
Иоганн Генрих Август Эбрард (нем. Johann Heinrich August Ebrard; 18 января 1818, Эрланген — 23 июля 1888, Эрланген) — немецкий богослов и беллетрист, профессор реформатского богословия в Цюрихе и Эрлангене.

## Биография
Август Эбрард происходил из семьи бежавших из Лангедока гугенотов; образование получил в своём родном городе и в Берлине, затем в частной семье; по окончании стал в 1841 году приват-доцентом Эрлангенского университета, затем профессором богословия в Цюрихском университете (1844 год).
В 1847 году он был назначен профессором богословия в Эрлангене, но подал в отставку с этой должности в 1861 году; в 1875 году стал пастором французской реформатской церкви в том же городе.
В качестве советника консистории в Шпейере принимал деятельное участие в управлении протестантской церковью в Пфальце. Ему пришлось вступить в борьбу с партией, которая стояла на чисто лютеранской точке зрения, и удалось добиться признания так называемого «видоизменённого» (variata) аугсбургского исповедания, против которого выступала эта партия. Выработанная Эбрардом книга церковных песнопений была принята главным синодом, но встретила оппозицию со стороны либералов. Это заставило Эбрарда вернуться к профессуре в Эрлангенском университете.
Главные сочинения Эбрарда: «Wissenschaftliche Kritik der evangelischen Geschichte» (Франкфурт, 1842); «Das Dogma vom heiligen Abendmahl und seine Geschichte» (Франкфурт, 1845—46); «Christliche Dogmatik» (Кенигсберг, 1851—52); «Praktische Theologie» (Кенигсберг, 1856); «Handbuch der Kirchen- und Dogmengeschichte» (Эрланген, 1865—67); «Die iroschottische Missionskirche des VI—VIII Jahrhunderts» (Гютерсло, 1873); «Apologetik» (1881—82); «Bonifatius, der Zerstörer des Columbanischen Christenthums auf dem Festland» (Гютерсло, 1882); «Peter Lotich der Jüngere» (с переводом избранных стихотворений, Гютерсло, 1883); «Christian-Ernst von Brandenburg-Bayreuth» (Гютерсло, 1885); «Reformiertes Gesangbuch» (Галле, 1890); «Der Brief Pauli an die Römer» (Лейпциг, 1890).
Под псевдонимом Готфрид Фламберг (нем. Gottfried Flammberg) Эбрард издал драмы: «Duplessis-Mornay» (Франкфурт, 1859), «Rudolf von der Pfalz» (Франкфурт, 1860), «Hermann» (Эрланген, 1861) и сборники стихотворений «Ein Leben in Liedern» (Эрланген, 1872) и «Ein Totentanz» (Вернигероде, 1884). Под псевдонимом Кристиан Дойч (нем. Christian Deutsch) вышла его драма «Stephan Klinger» (Франкфурт, 1872). Оставил автобиографическое сочинение «Lebensführungen. In jungen Jahren» (Гютерсло, 1888).